# Dule (gmina Ribnica)
Dule – wieś w Słowenii, w gminie Ribnica. W 2018 roku liczyła 1 mieszkańca.